# Musée universel de Joanneum
Le musée universel de Joanneum est localisé à Graz, dans le land de Styrie, dans le Sud de l'Autriche. Il s'agit d'un musée pluridisciplinaire possédant un vaste rayonnement culturel au sein de l'Europe ; c'est un complexe muséographique et patrimonial se subdivisant en treize départements répartis sur l'ensemble de la province de Styrie, en Autriche. Le musée styrien possède un statut et une renommée d'ordre international.

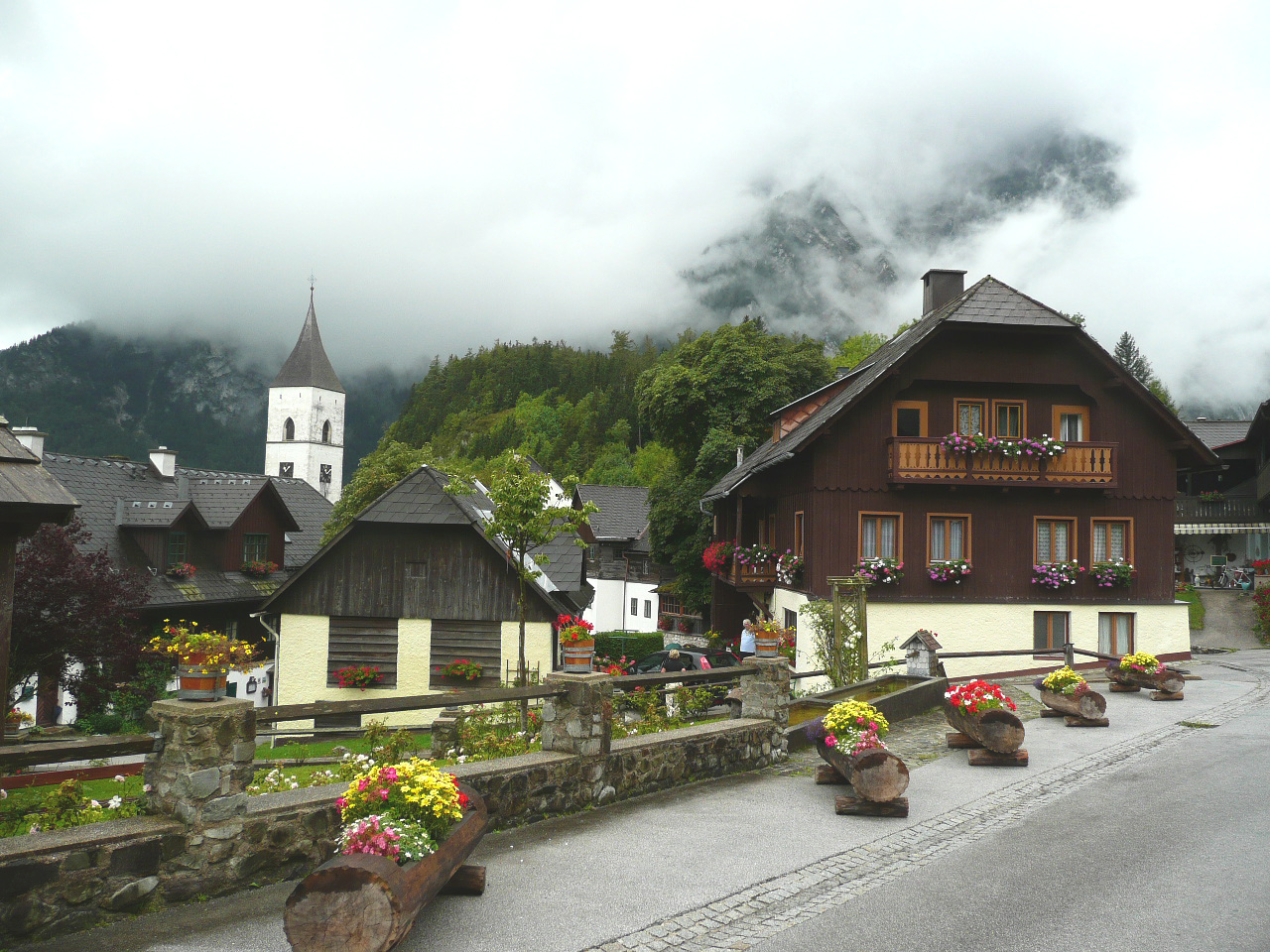
Pürgg-Trautenfels.

Le musée universel, grâce à ces multiples établissements et sites patrimoniaux, abordent de nombreux domaines culturels et scientifiques. Différentes disciplines, telles que l'histoire, allant de l'antiquité jusqu'à l'époque moderne ; la minéralogie ; les arts plastiques ; l'architecture ; l'histoire militaire autrichienne ; la numismatique ; le folklore autrichien ; la botanique ; ou encore la zoologie et la paléontologie, sont ainsi largement représentées et approfondies au travers d'expositions permanentes ou temporaires.

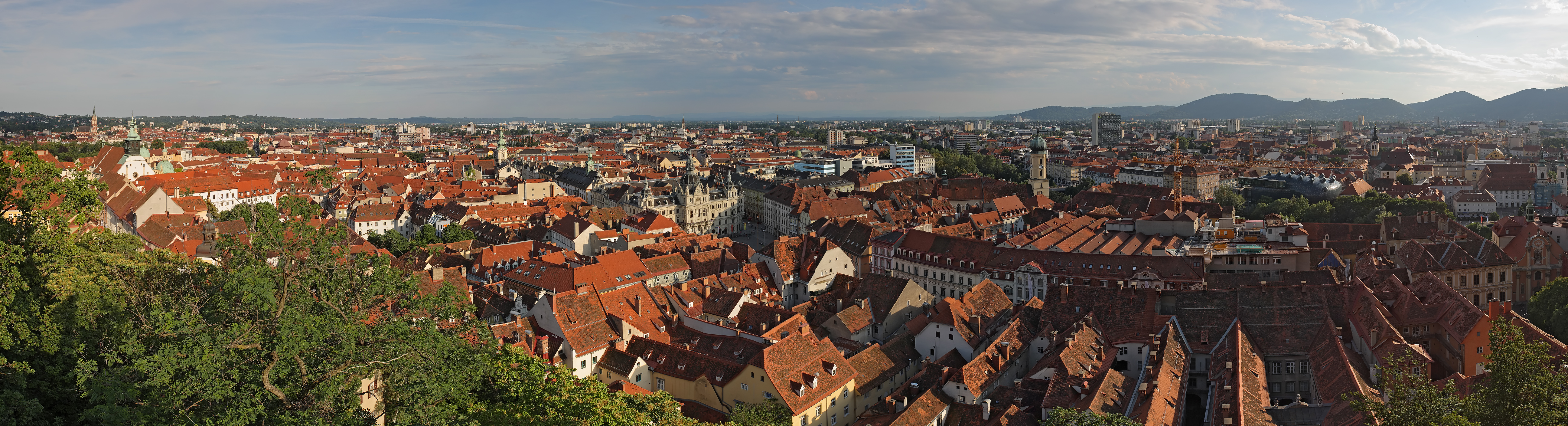
Vue du Schloßberg, à Graz.

La grande place de Graz.

Ces lieux culturels autrichiens, dont le bâtiment d'origine est situé au cœur de la ville styrienne de Graz, sont fondés en 1811 par l'Archiduc Johann Baptist d'Autriche, connaissent un développement rapide aux XIXe siècle, XXe siècle et début du XXe siècle, tant par la quantité d'artefact et d'objets accumulés, avec actuellement plus de 4,5 millions d'œuvres conservées , que par leurs nombres de visiteurs et leurs qualités culturelles et pédagogiques.

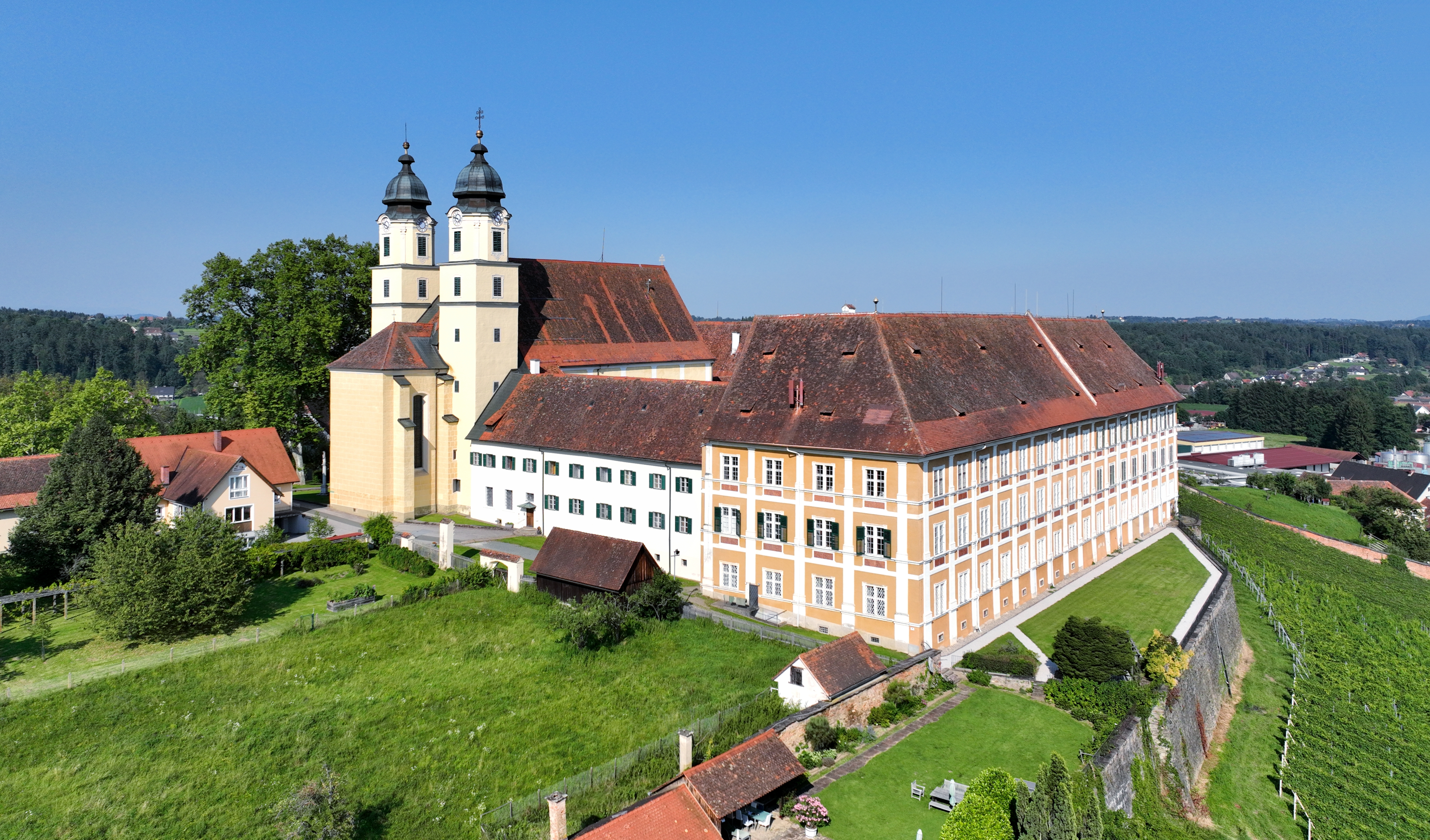
Vue panoramique de Schloss Stainz.

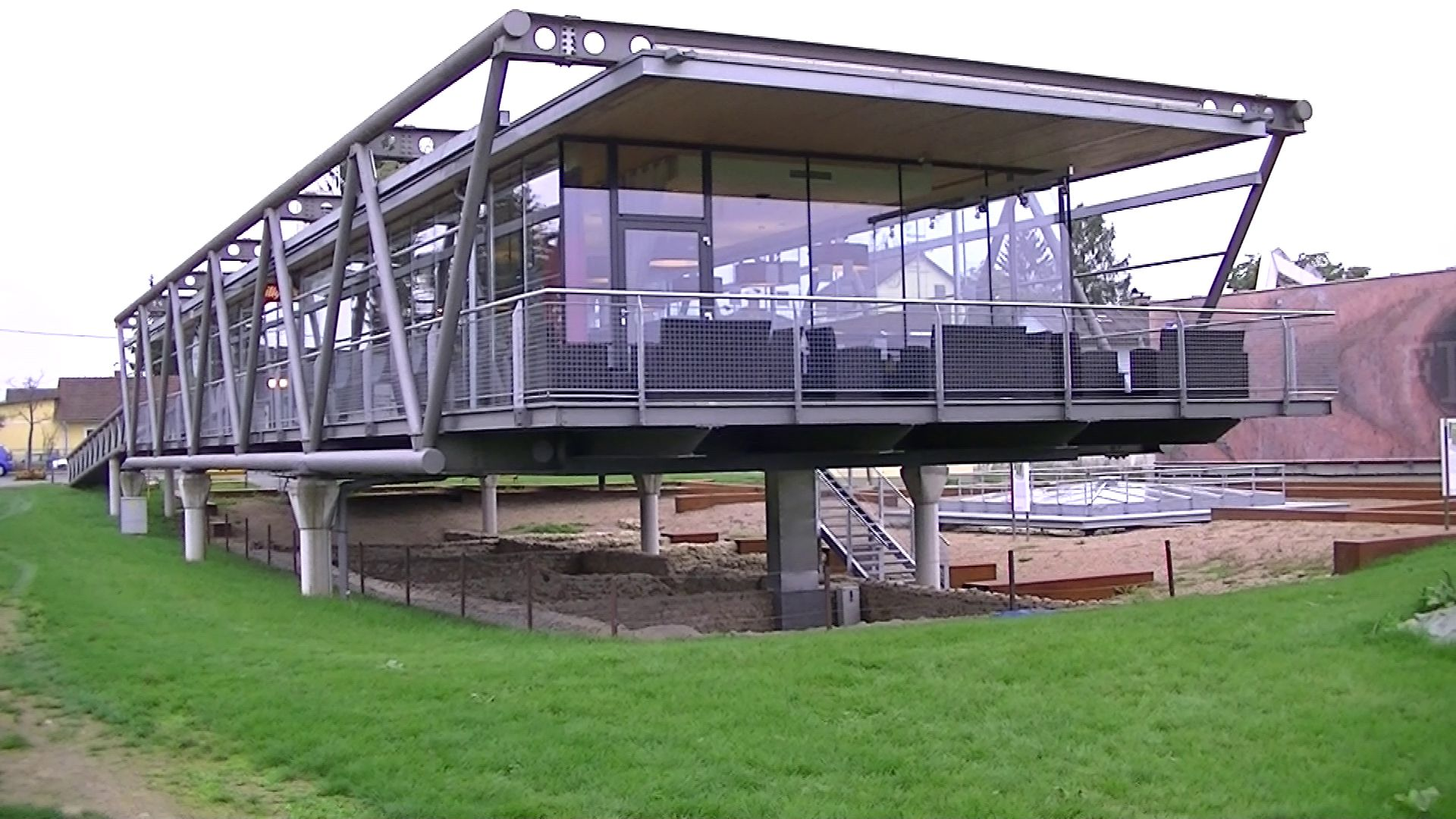
Le musée d'antiquités romaine Flavia Solva, à Wagna.

Les sites appartenant au musée sont répartis sur plusieurs localités de Styrie. Fréquemment classé au patrimoine national autrichien, les différents édifices qui abritent les collections, possèdent des styles architecturaux variant du classique, tels que le Château d'Eggenberg, au moderne, tels que le Kunsthaus de Graz.
Enfin, le musée universel de Joanneum, en biais de sa fonction principale (lieu d'exposition et de conservation), s'est également développé, dès la fin des années 1970, dans les secteurs de la recherche scientifique appuyée par plus de 500 collaborateurs spécialistes et de la scolarisation universitaire.

## Histoire

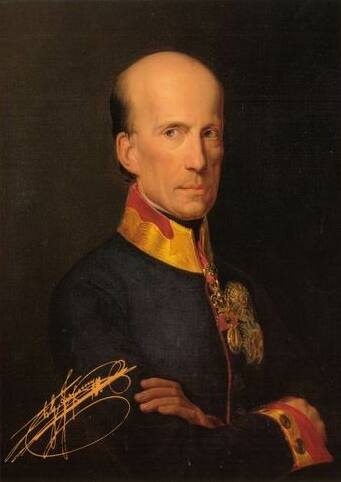
Portrait de l'archiduc d'Autriche Jean-Baptiste en 1782.

Le musée, également appelé le « Landesmuseum Joanneum », est fondé en 1811 par le frère de l'empereur François Ier d'Autriche, l'archiduc Jean-Baptiste d'Autriche. Ce dernier fait don à la ville de Graz de la collection d'objets et d'œuvres qu'il avait accumulé au cours de sa vie. Cette collection reflète en grande partie ses intérêts pour les sciences naturelles en général, et pour les disciplines scientifiques de la minéralogie, de la botanique, de la zoologie et de la paléontologie, en particulier. Dans une moindre mesure, la collection d'objets et de reliques accumulées, comporte également des œuvres picturales et sculpturales réalisées par de nombreux artistes de renom, et en outre, une grande quantité d'artéfacts archéologiques, acquis lors de fouilles en Autriche et essentiellement dans la province de la Styrie. La conservation de cette collection prend la forme du musée de Joanneum. Ce musée est considéré comme le plus ancien bâtiment muséographique d'Autriche.
À sa création, il est installé au château d'Eggenberg, lequel est situé dans le quartier homonyme de Graz. À l'origine, la volonté de l'archiduc Johann demeure d'apporter une dimension pédagogique, par le biais d'une mise en œuvre d'exposition pertinente. De facto, le but sous-tendu par le projet de création muséographique définit par ce personnage historique, se présente telle une initiation aux nouvelles connaissances scientifiques acquises et de promouvoir la curiosité et l'apprentissage de ses compatriotes; ce dernier souhaite également des types de « passerelles » entre les différentes disciplines mises en lumière.

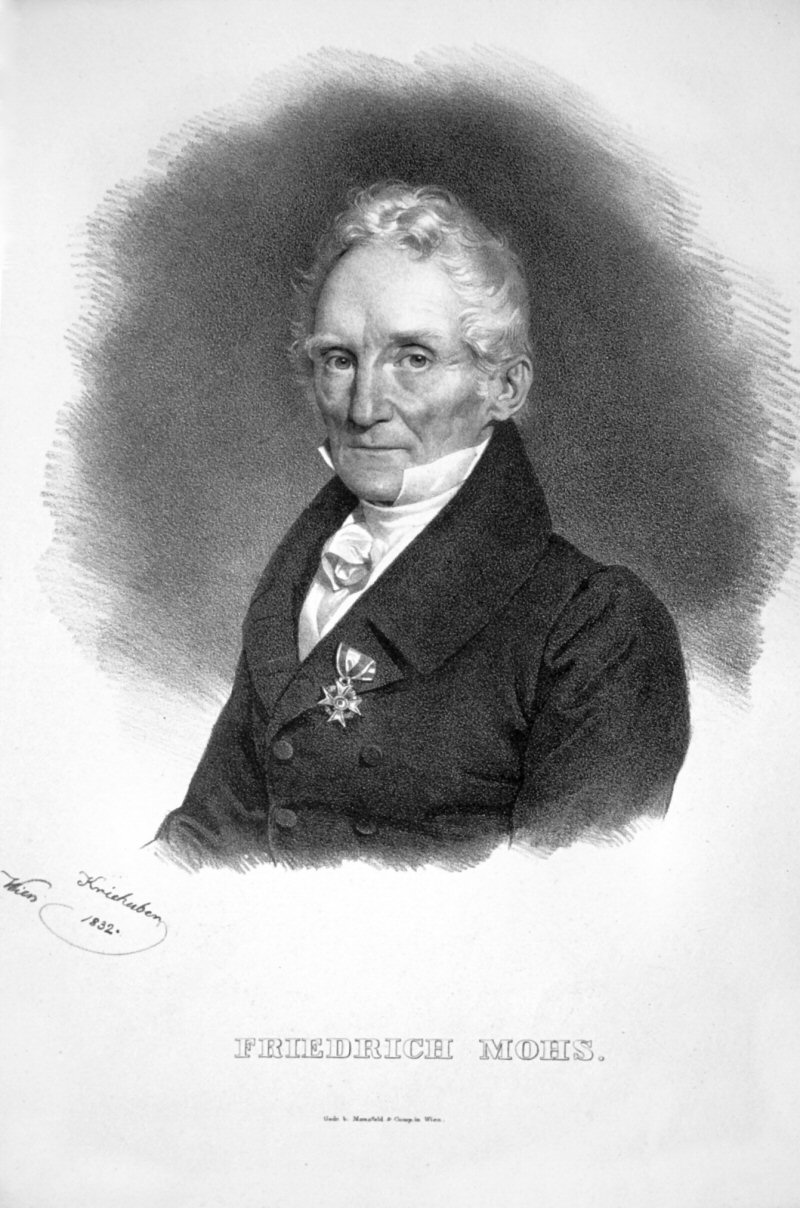
Portrait en gravure du minéralogiste allemand Friedrich Mohs (1773 - 1839).

À la mort de l'archiduc Johann, en 1857, le site de Joanneum obtient le label de centre de conservation et de haute étude minéralogique.
En 1864, le directeur de l'académie de minéralogie autrichienne, Friedrich Mohs — qui est également l'auteur et le père de la théorie éponyme sur l'échelle des minéraux —, prend en main le développement scientifique et technique du musée. En 1875, l'ensemble des centres d'études, de recherche et d'enseignement est redistribué sous la forme de cinq université, lesquels sont géographiquement disséminés dans différents quartier de Graz. Simultanément, Friedrich Mohs pourvoit le complexe d'exposition et de conservation, d'un statut de du label « k.k. », c'est-à-dire qu'il devient désormais un centre de recherche scientifique (notamment dans le domaine minéralogique) d'état.
En 1887, devant le développement exponentiel des collections et de l'ouverture à l'enseignement et à la recherche du conglomérat de Joanneum, un deuxième édifice voit le jour, afin d'acquérir une plus grande surface d'exposition et de désengorger l'infrastructure initiale. En outre, la même année voit s'organiser un rapprochement entre les divers musées Styriens existants et se créée une seule et même entité autorité administrative centralisée chapeautant l'ensemble de ces musées. Elle est localisée dans le centre historique du musée de Joanneum, voie de Rauberstrasse, à Graz.
En 1975, l'université technique et scientifique de Joanneum est dotée de cinq collèges d'étude, disséminés au sein de la ville de Graz, chacun d'entre eux étant associé à l'une des sections muséographiques.
En raison de son expansion quasiment continue depuis sa création, autant en termes d'acquisitions de nouvelles collections mais également en regard du nombre de ses divers départements et en outre, de sa renommée devenue internationale, le Musée de Joanneum est rebaptisé « musée universel de Joanneum », au cours de l'année 2009. Cette année marque par ailleurs le bicentenaire de sa fondation.

## Localisations des départements du musée Joanneum en Styrie et à Graz

### En Styrie
| a b c d |

Légendes :
- a = Stainz
- b = Graz
- c = Pürgg-Trautenfels
- d = Wagna
.

Carte des quatre communes styriennes abritant les établissements muséographiques de Joanneum

Le musée de Joanneum est réparti au sein de douze sites différents eux-mêmes diffusés sur quatre villes localisées dans la province de Styrie : Graz, laquelle est dotée de la majeure partie des sites muséographiques ; mais également Stainz ; Tautenfels ; et enfin Wagna. L'ensemble des bâtiments qui abritent les collections du musée sont des édifices publics et dont la plupart sont classés édifices patrimoniaux historiques.

### Dans la ville de Graz

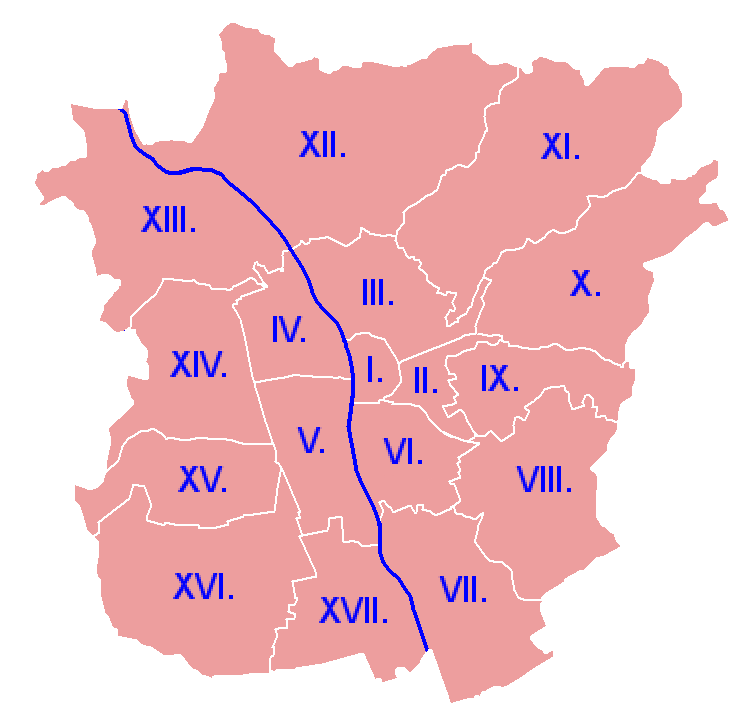
Carte de la ville de Graz par quartier.

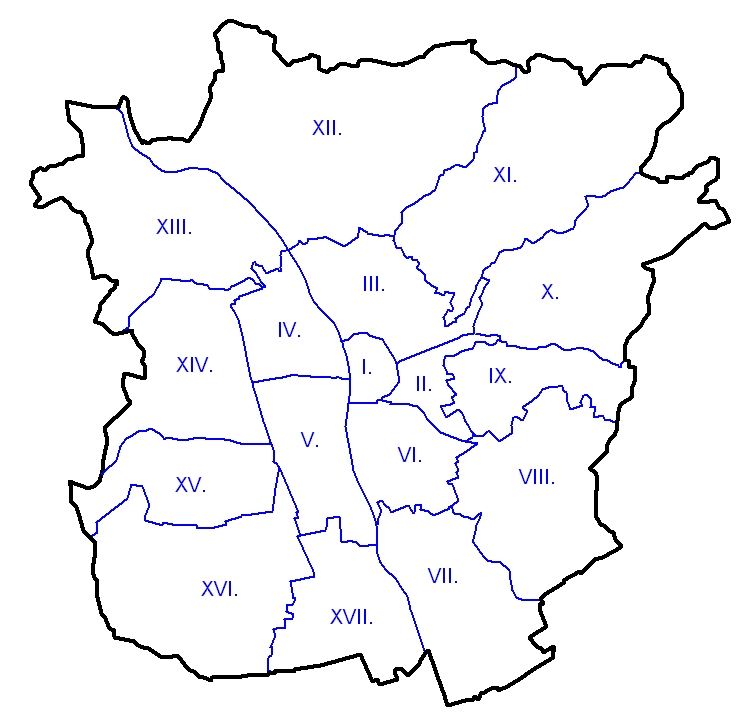
Les départements du musée universel à Graz.

La ville de Graz comprend 7 des départements muséographiques de Joanneum :
- I. Innere Stadt : Altes Joanneum
- II. St. Leonhard
- III. Geidorf
- IV. Lend
- V. Gries
- VI. Jakomini
- VII. Liebenau
- VIII. St. Peter
- IX. Waltendorf
- X. Ries
- XI. Mariatrost
- XII. Andritz
- XIII. Gösting
- XIV. Eggenberg
- XV. Wetzelsdorf
- XVI. Straßgang
- XVII. Puntigam

## Quartier d'Eggenberg et centre historique de Graz

### Le château d'Eggenberg

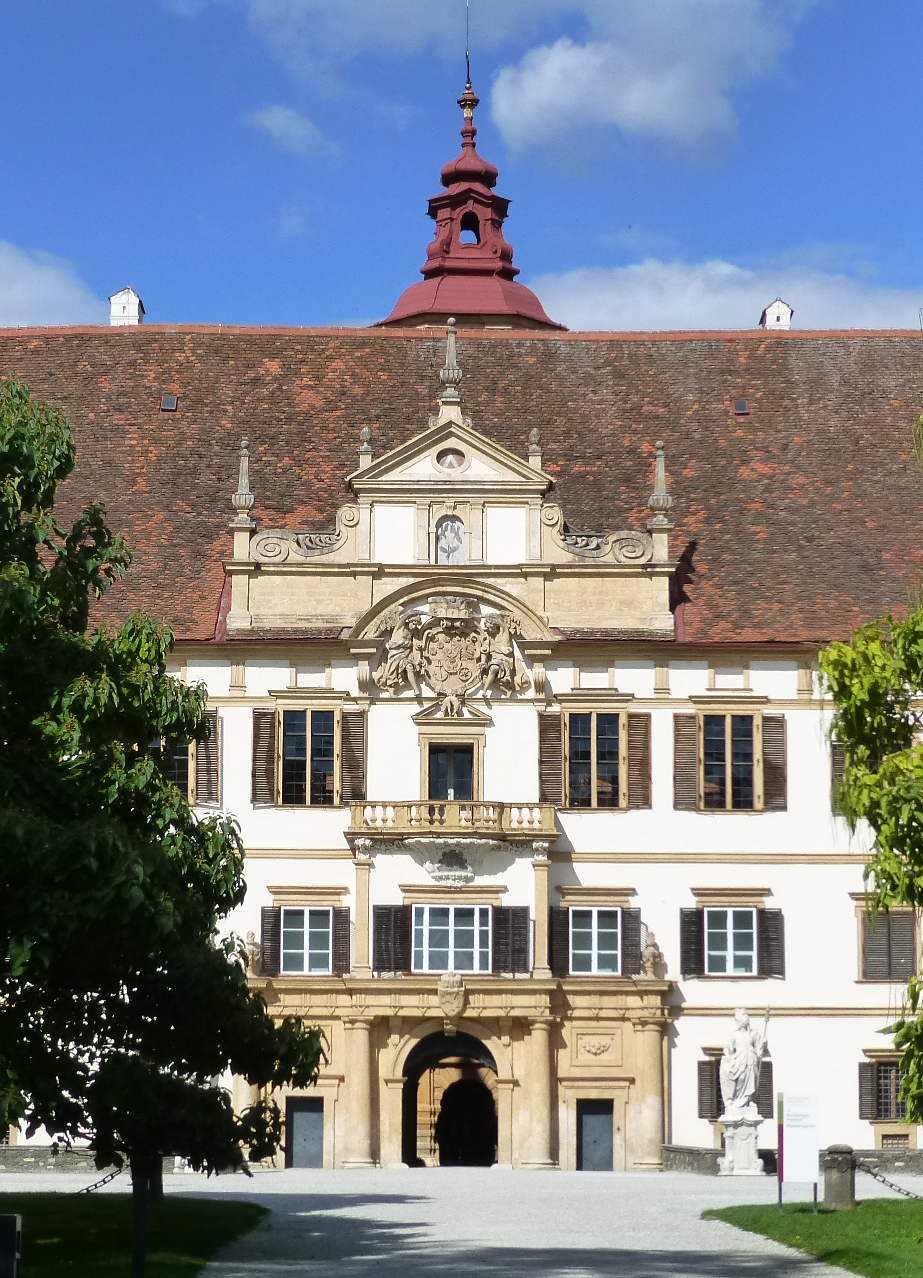
Portail d'entrée du château d'Eggenberg, à Graz.

Le Château d'Eggenberg s'insère au centre historique de Graz, celui-ci abrite les collections d'art classique comportant des œuvres picturales et/ou sculpturales réalisées au cours du XVe siècle, jusqu'à la fin du XIXe siècle. Il se dote également du « Coin Cabinet » — c'est-à-dire la collection de coins —, autrement dit des pièces de monnaie romaines et des collections archéologiques.
Le château est un édifice combinant harmonieusement un style architectural néo-gothique à un style architectural baroque. Ancienne demeure princière de Hans Ier d'Autriche, il est édifié en 1625 sous la direction de l'un des meilleurs architectes d'Autriche, en la personne de Giovanni Pietro Pomis ; le château s'inscrit au sein de la place identique à celle choisie par son grand-père Balthazar d'Eggenberg.
Ce dernier ayant auparavant fait ériger un manoir de style néo-gothique en 1464, puis une chapelle votive dédiée à Vierge Marie, son petit-fils Hans Ulrich Ier dut faire réaliser par son architecte mandaté, un accord parfait entre les deux époques architecturales, un siècle et demi plus tard, afin de concrétiser une demeure princière qui soit à la hauteur du rayonnement de la capitale de l'Autriche de cette période — Graz — et de la splendeur de la famille régnante d'Eggenberg. Au cours du XVIIIe et du XIXe siècle, les ducs d'Eggenberg successifs prennent le parti de ne pas ajouter d'extensions majeures à l'ouvrage architectural original, ni d'entreprendre des transformations d'intérieurs significatives. Seule, une rénovation de l'espace et des décorations d'intérieur du rez-de-chaussée a été réalisée au de la seconde moitié XVIIIe siècle dans un style néo-baroque.
En 1947, le château d'Eggenberg est inséré au complexe muséographique de Joanneum, faisant office de nouveau site d'exposition et de conservation,. Enfin, en 2011, l'UNESCO intègre l'édifice princier au patrimoine mondial de l'humanité. 
Outre une superficie totale de 7,76 km2 — jardins et parcs inclus —, l'ouvrage architectural possède par ailleurs des dimensions relativement imposantes. L'édifice néo-gothique est pourvu, en son point le plus élevé, d'une hauteur de 50 m, pour une longueur 80 m, et une largeur de 70 m. D'autre part, le château d'Eggenberg comporte trois étages, dont chacun possède une superficie de 9 000 m2.

### Alte Gallery / Haute Galerie

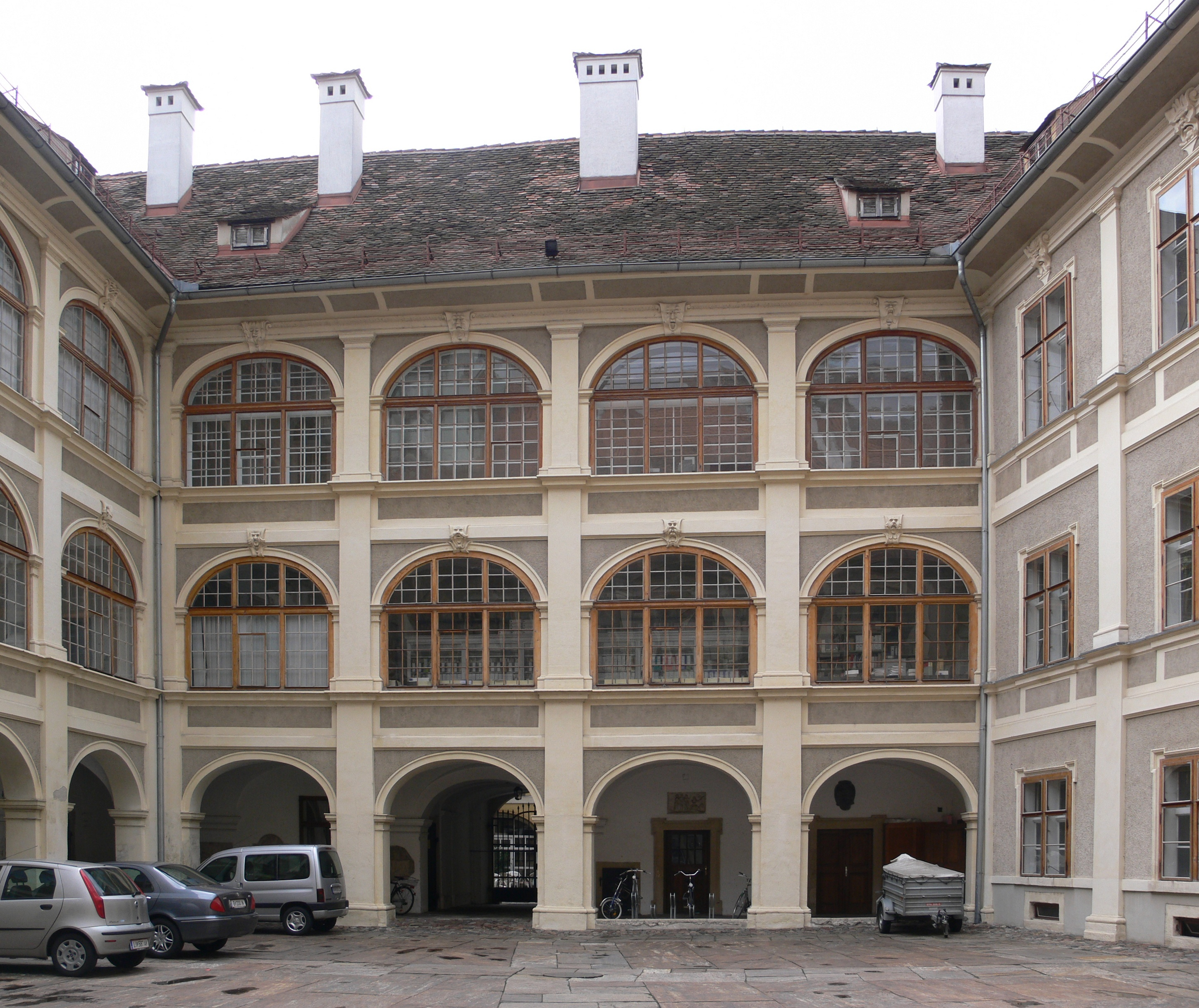
La Haute Galerie du musée Joanneum à Graz.

### Département d'archéologie

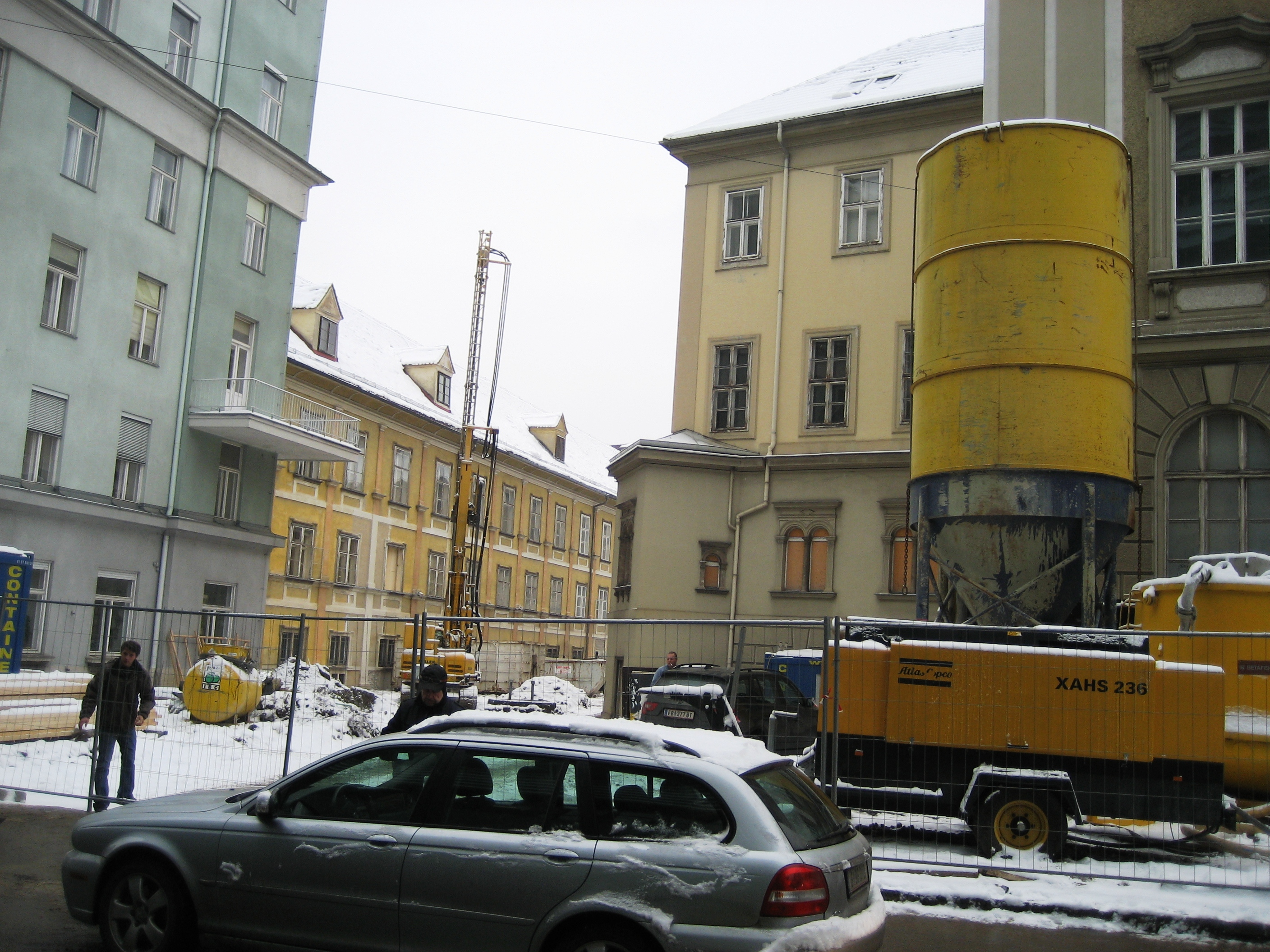
L'aile muséographique abritant les objets antiques, ici en cours de construction dans les années 1990.

Il s'agit d'un édifice de style architectural contemporain, pourvu d'une surface d'exposition de 600 m2. La construction du bâtiment débute à partir du milieu des années 2000. À cette époque, c'est la société BWM Architekten qui prend en main la mise en œuvre du département archéologique. Cette division du musée universel styrien est inauguré en 2009. Il ouvre ses portes la même année. Le design de ce département présente de fortes similitudes avec un autre édifice le côtoyant, le « Lapidarium de Graz », lequel abrite des collections de sculptures, telles que des bas-reliefs datant de l'antiquité romaine. En raison de sa remarquable architecture, les concepteurs ayant conçuent les plans de l'édifice type contemporain se voient récompensés à plusieurs reprises. Le design des deux infrastructures muséographiques est réalisé par la société « PURPUR »,,,.

### Musée de l'Arsenal de Styrie
Cet édifice est érigé au cours du XVIIe siècle et se présente comme l'un des deux bâtiments d'origine du musée de Joanneum. « L'Arsenal de Styrie » abrite le département de l'histoire styrienne. Environ 32 000 objets ont été répertoriées au sein des collections de ce musée, pour la plupart exposés, pour les autres uniquement conservés ou en cours de restauration. L'établissement est mis en œuvre sous la direction de l'architecte Antonio Solar entre 1642 et 1644. Le musée de l'Arsenal est considéré comme le plus imposant musée historique du monde en termes de superficie et également celui qui est le plus richement pourvu en artéfacts et reliques historiques. La façade de l'édifice, longue de 50 m et haute de cinq étages, se présente dans un style architectural baroque; celle-ci est également ornée de deux statues monumentales représentant le dieu Mars et la déesse Minerve, également de type baroque. Ces deux œuvres ont été réalisées par le sculpteur italien Giovanni Mammollo.

### Bâtiment principal

Aile principale du musée
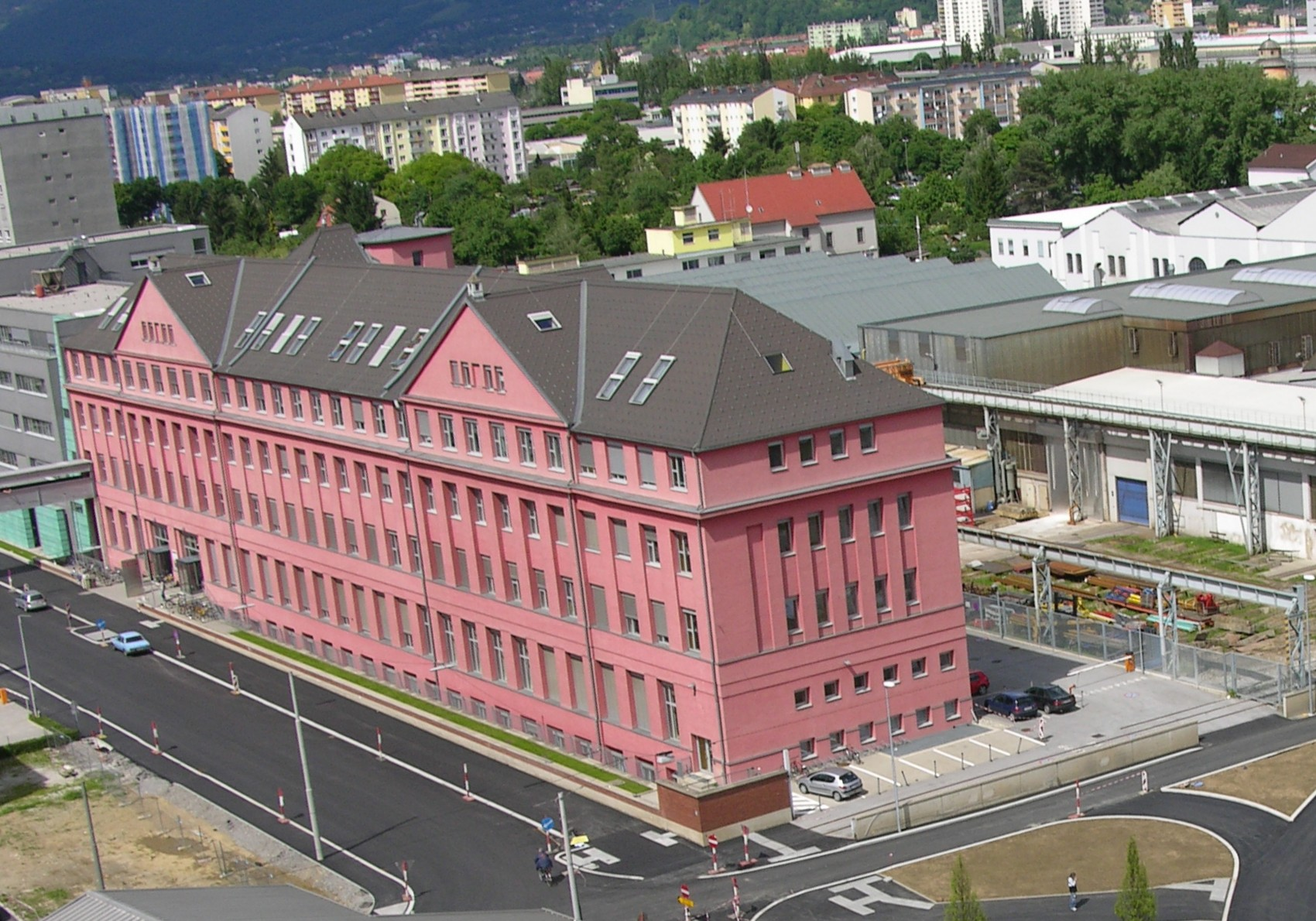
Bâtiment principal du musée, à Graz.

### Département des arts modernes et des multimédias

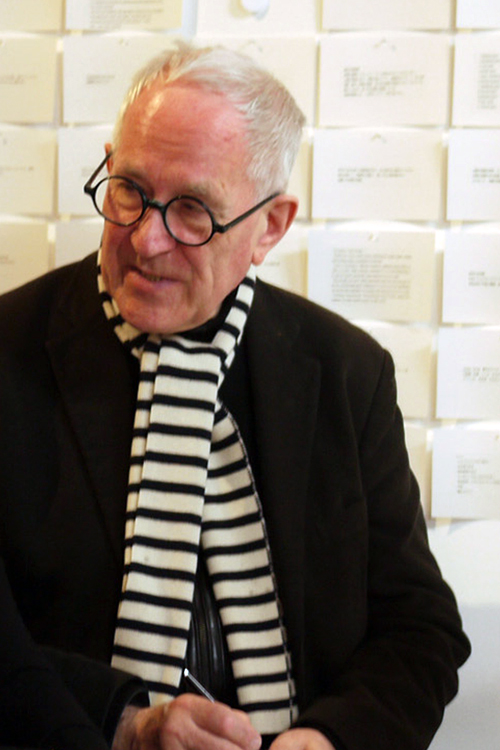
L'architecte et professeur émérite britannique Peter Cook, concept-designer du Kunsthaus de Graz.

L'actuel musée d'arts de Graz est inauguré en 2003, sous l'impulsion de l'évènement culturel national autrichien, consacrant la ville de Graz 

« Capitale culturelle mondiale de 2003 »

— Traduction de l'allemand, site officiel du musée de Joanneum, 2015.
Le département représente une synthèse des arts classiques et contemporains. Bien que ces deux domaines soit largement exposés, le bâtiment néo-contemporain abrite également une large palette de niches et de locaux destinés aux disciplines des multimédias
La façade multimédiatique externe longeant le cours de la Mur, la fameuse « BIX », est devenue un point de repère incontournable au sein de la ville de Graz, et demeure aujourd'hui partie intégrante de l'identité patrimoniale et environnementale des Grazois. Elle est mise en œuvre par la société Berlin Designers Realities United. De style architectural contemporain, le musée des arts de Kunsthaus est réalisé par les deux architectes et designers Peter Cook et Colin Fournier.
La structure externe, facilement repérable pour sa ligne de style « biomorphique », se présente également, et à l'instar de la « BIX », comme un emblème visuel et culturel Grazois. L'intérieur de l'édifice est pourvu d'une surface d'exposition exploitable d'environ 11 100 m2. Hormis les aires d'expositions et de salles de conservation communes à tous établissements de ce type, les visiteurs et les touristes peuvent également accéder à une multitude de boutiques et de lieux de restauration.

Le Kunsthaus
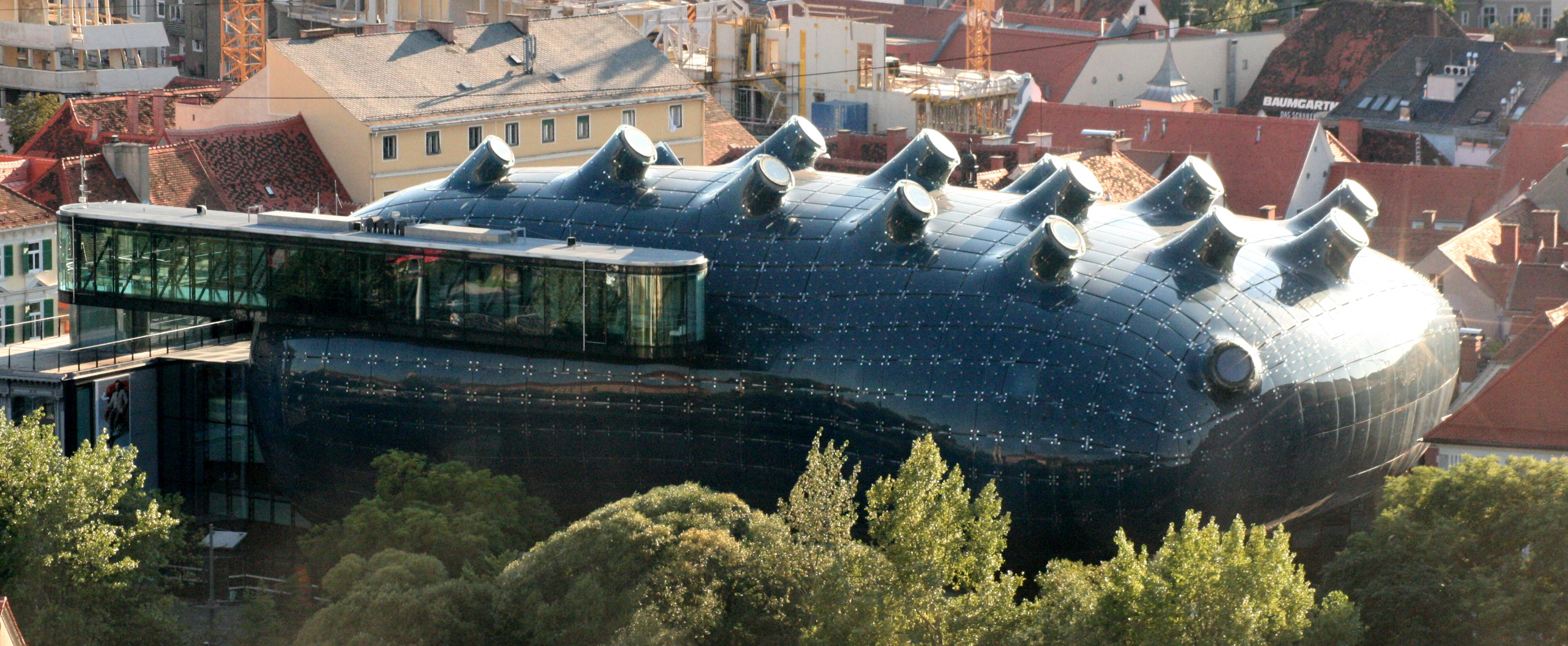
Vue de dessus du Kunsthaus museum.
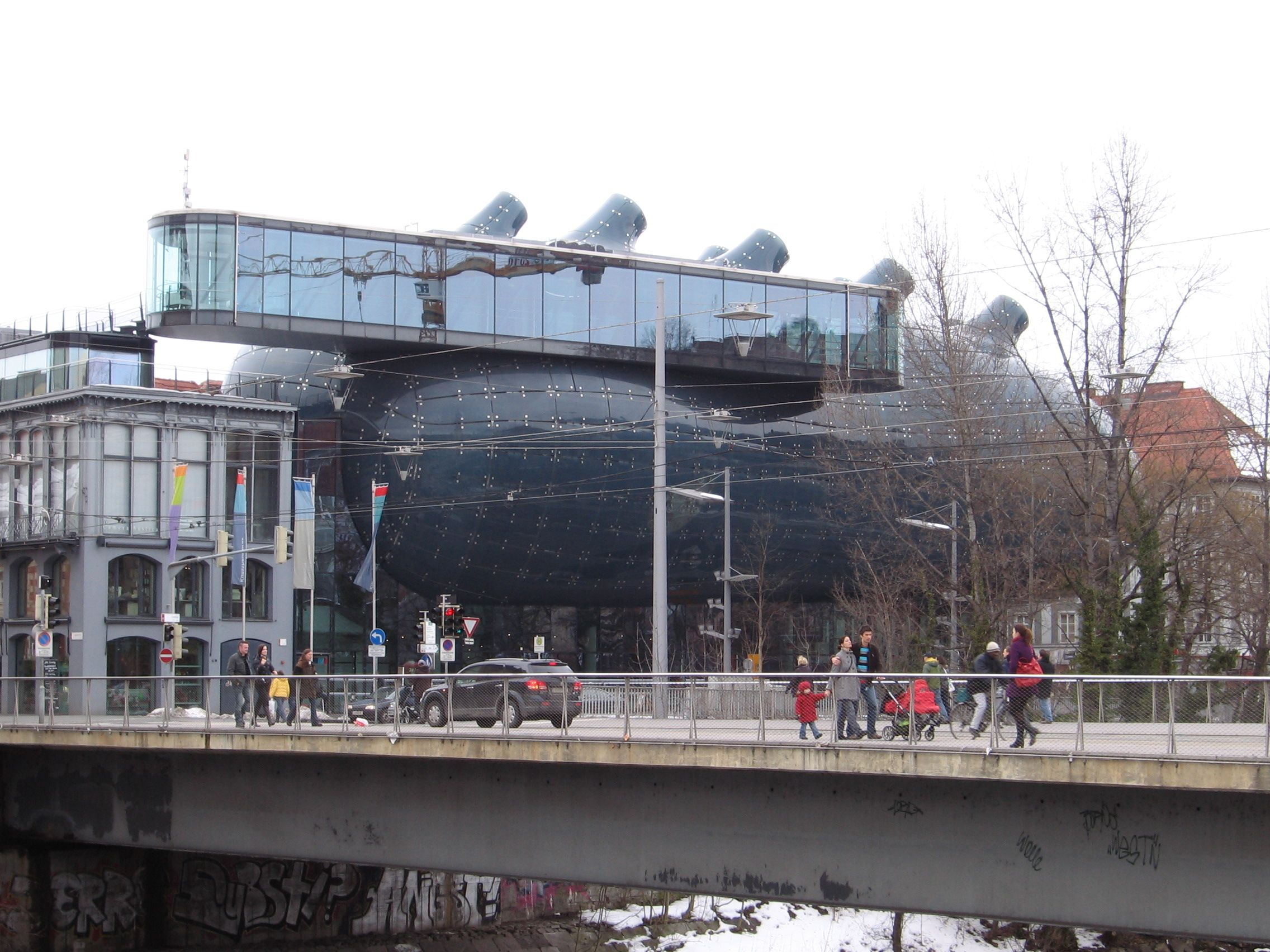
Le musée d'arts[N 3].
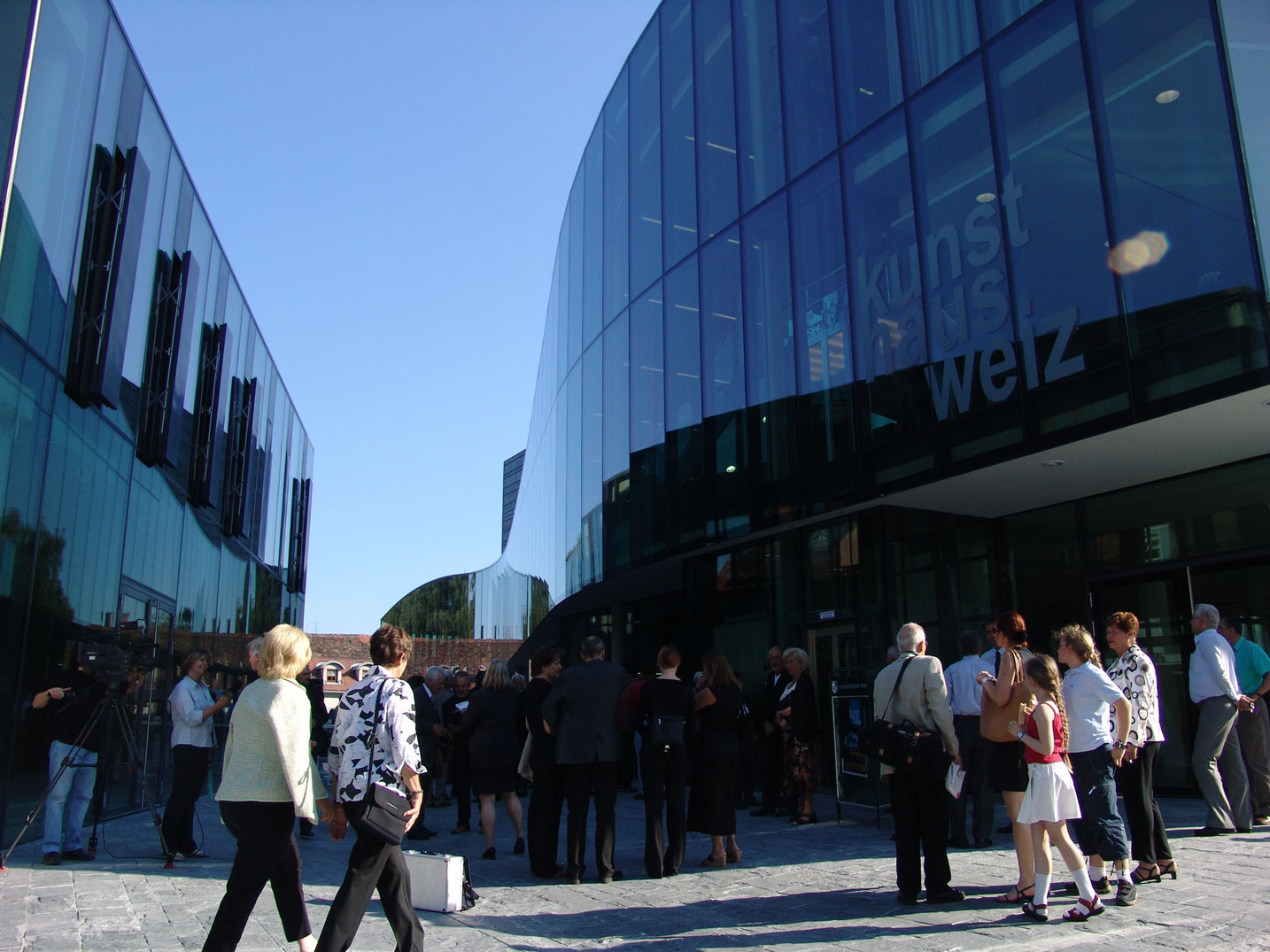
Les visiteurs affluant au Kunsthaus museum.

### Le palais de Herberstein

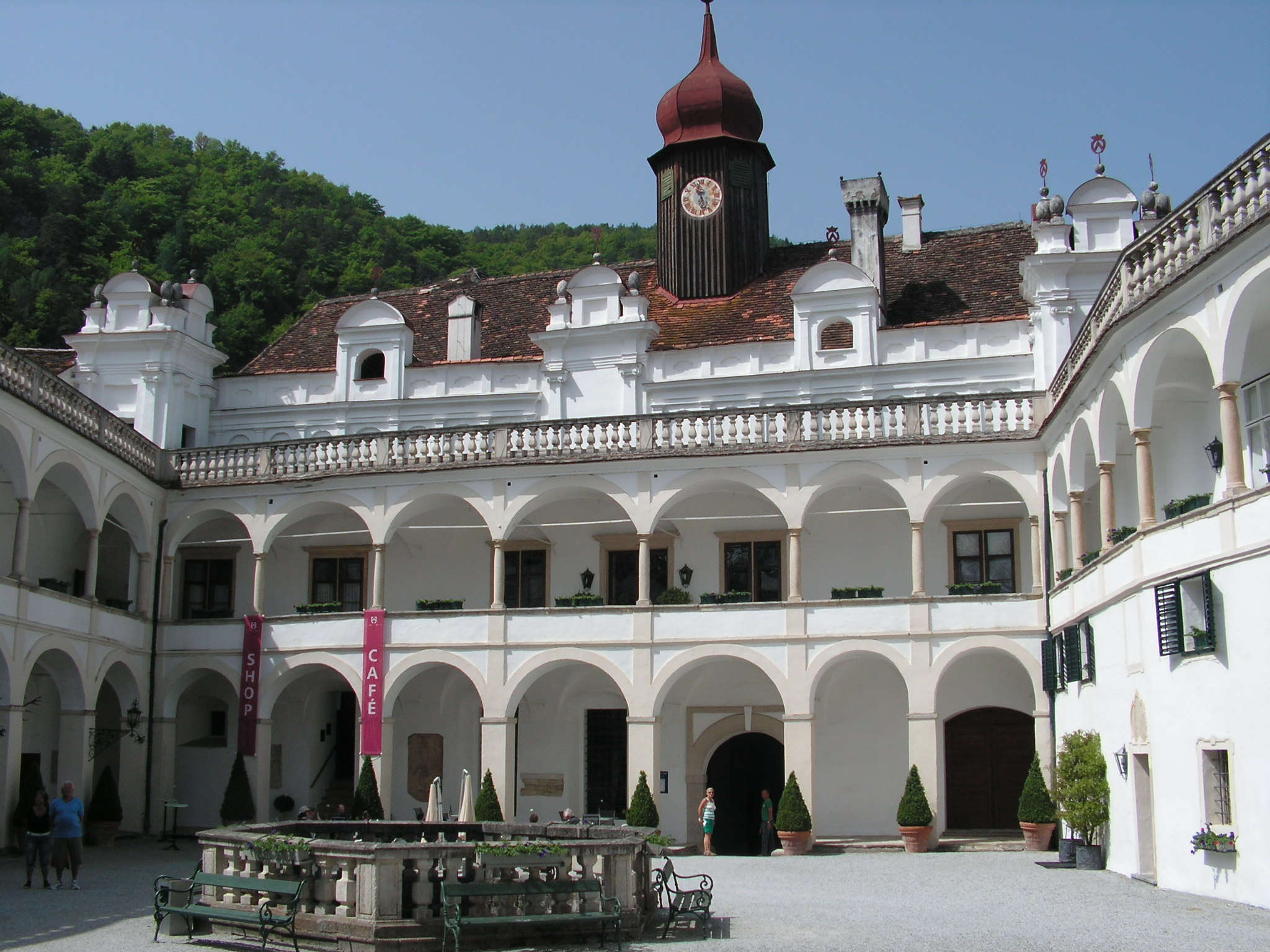
Palais de Herberstein.

Le Palais de Heberstein est un édifice hérité du XVIe siècle de la famille de nobles, les Heberstein. Cette lignée de hiérarques autrichiens est originaire de Graz. La demeure nobiliaire est située à Scarstasse au centre de l'un des arrondissements périphériques grazois. À l'origine, il n'existe que l'actuelle « aile nord » du Palais. Ce bâtiment de la renaissance autrichienne, est fondé en 1565, sous l'impulsion de la famille princière des Eggenberg. Au cours des quelques années qui suivirent, les Eggenberg cèdent aux Heberstein les droits de propriété de l'édifice.

## Le musée romain de Flavia Solva

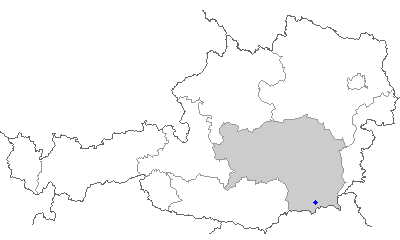
Localisation de Flavia Solva/Wagna dans la province de Styrie en Autriche

## Disciplines abordées

### Histoire de l'Autriche
Cette partie du musée comporte plus de 32 000 reliques datant essentiellement du Moyen Âge, du XVIe siècle et du XVIIe siècle. Dans une moindre mesure, des objets attribués au XVIIIe siècle et ayant trait aux guerres de l'Autriche face aux Ottomans, sont également mis en exposition. En outre, des artéfacts que l'on assigne au XIXe siècle — dont les origines sont notamment à corréler avec les guerres napoléoniennes et la Révolte de la Hongrie — et des objets appartenant aux contextes historiques de la Première Guerre mondiale et de la Seconde Guerre mondiale, sont mis en évidence auprès des visiteurs et viennent ainsi parfaire l'éventail d'exposition chronologique du musée de l'Arsenal Styrien. Il faut par ailleurs noter que les pièces de ce musée se trouvent être toutes en rapport avec l'histoire de l'Autriche en général et avec celle de la Styrie et de sa capitale en particulier,.
La conservation du muséographique est pourvue de 3 300 pièces d'armures et boucliers, 7 800 armes d'infanterie, 5 400 pièces d'artillerie et 2 400 épées, sabres et reliques assimilées.

### Archéologie

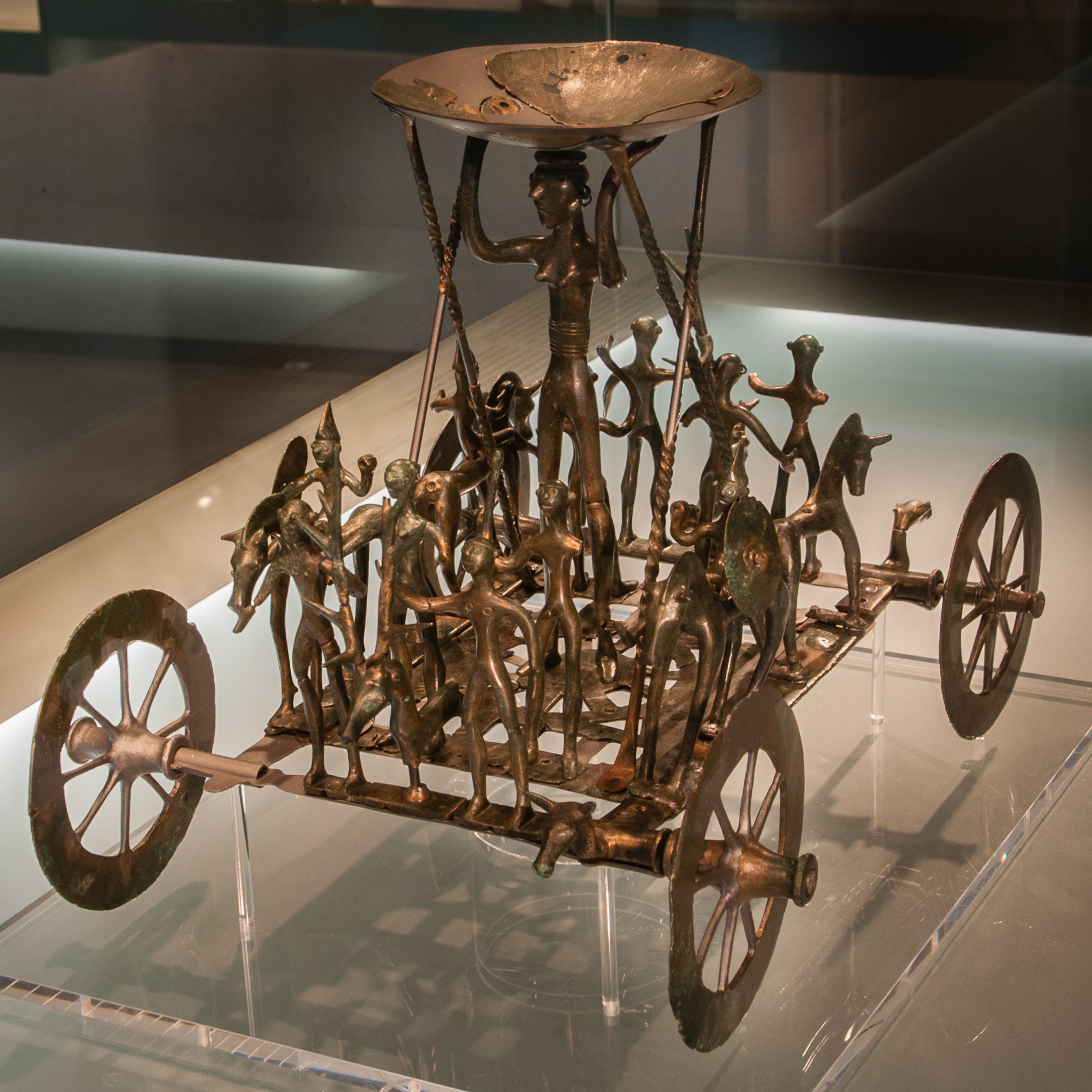
Char funéraire et cultuel miniature en bronze, dit char de Strettweg.

Le département d'archéologie du musée de Joanneum est inséré au sein d'un bâtiment de Architecture contemporaine, lui-même situé à la périphérie de la ville de Graz. À l'instar des autres départements du musée, il présente des expositions permanentes, mais également des exhibitions éphémères. Aux dernières estimations de ce capital d'exposition, le service administratif du département archéologique dénombrait un total de 1 221 objets et artefacts conservés et portés à l'attention des visiteurs du musée.

#### La culture de Hallstatt
Outre divers artefacts des mondes méditerranéens antiques, tels que des fibules, des armes blanches, des poteries et de nombreux objets en bronze, cette section abrite de rares objets funéraires hallstattiens tels le masque de Kleinklein ou, surtout, le char de Strettweg. La plupart ont été découverts au sein de stèles funéraires, lesquelles présentaient d'imposants mobiliers funéraires. À l'instar de la période hallstattienne, ces reliques sont attribuées à une période s'étendant du début IXe siècle av. J.-C. à la fin du Ve siècle av. J.-C..

### Arts

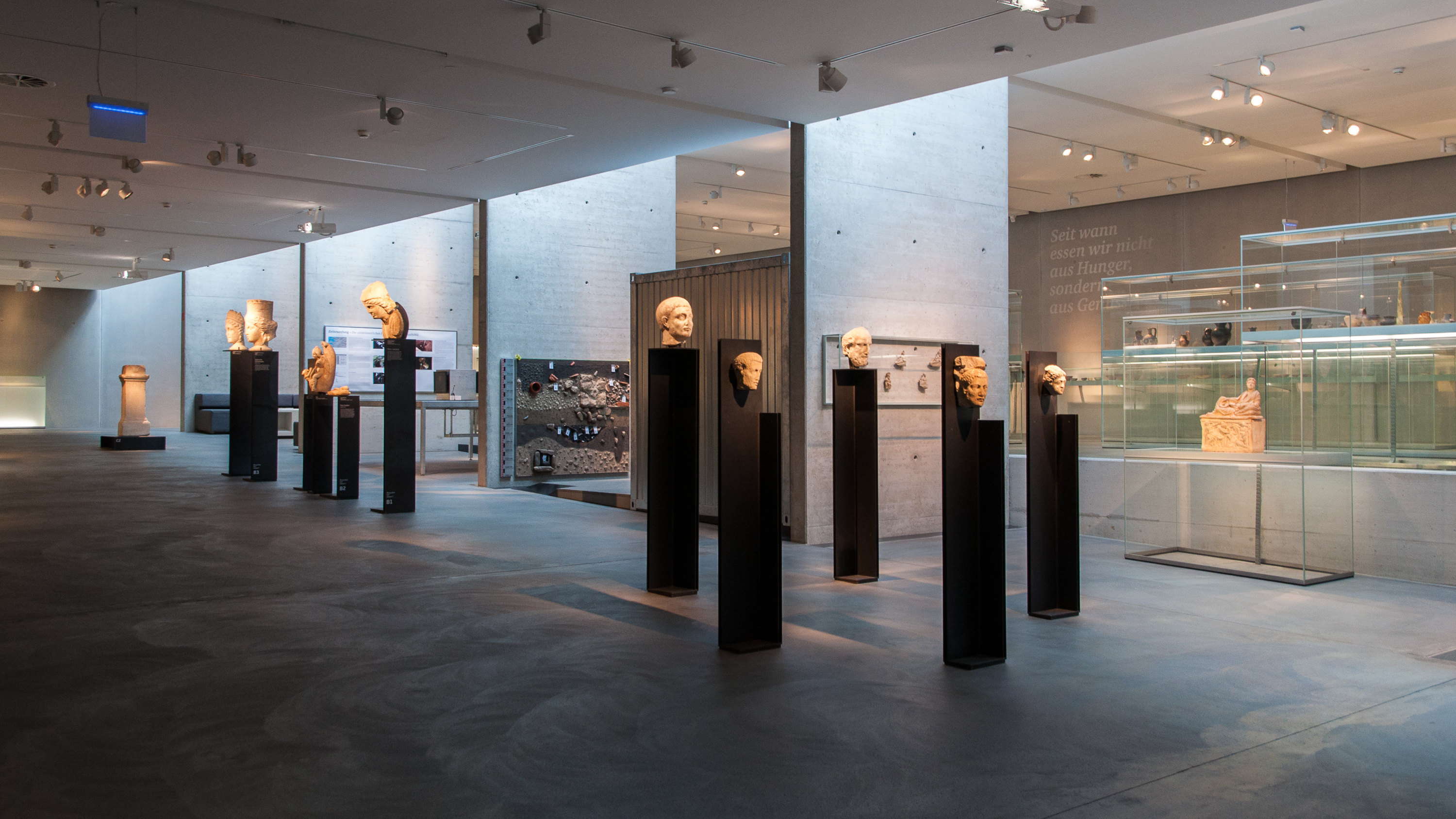
Galerie de bustes.

### Sciences naturelles

#### Zoologie
Cette partie du musée est riche/dotée de plus de 850 000 espèces exposées, chacune munies d'une fiche explicative et abondamment illustrée. Le département de l'histoire des sciences naturelles est déplacé en 2009 à Andritz au sein d'une infrastructure plus vaste. À cette occasion, il est rebaptisé « Centre d'Histoire des Sciences Naturelles ».

## Objets et œuvres remarquables

Les grandes œuvres de peintres conservées à Joanneum
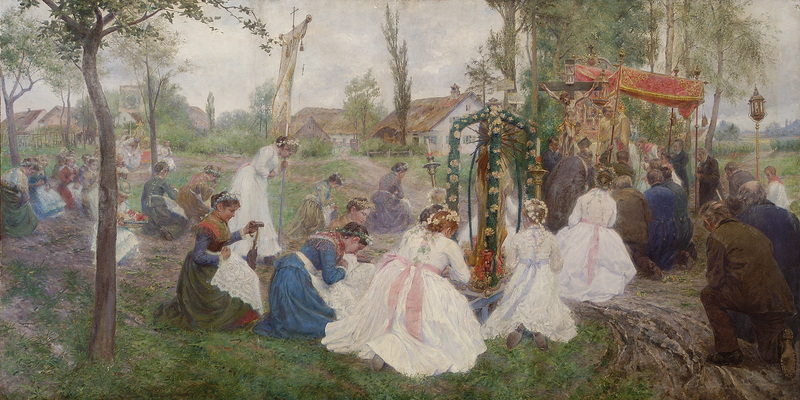
Huile de Paul Schad-Rossa, peinte en 1891.
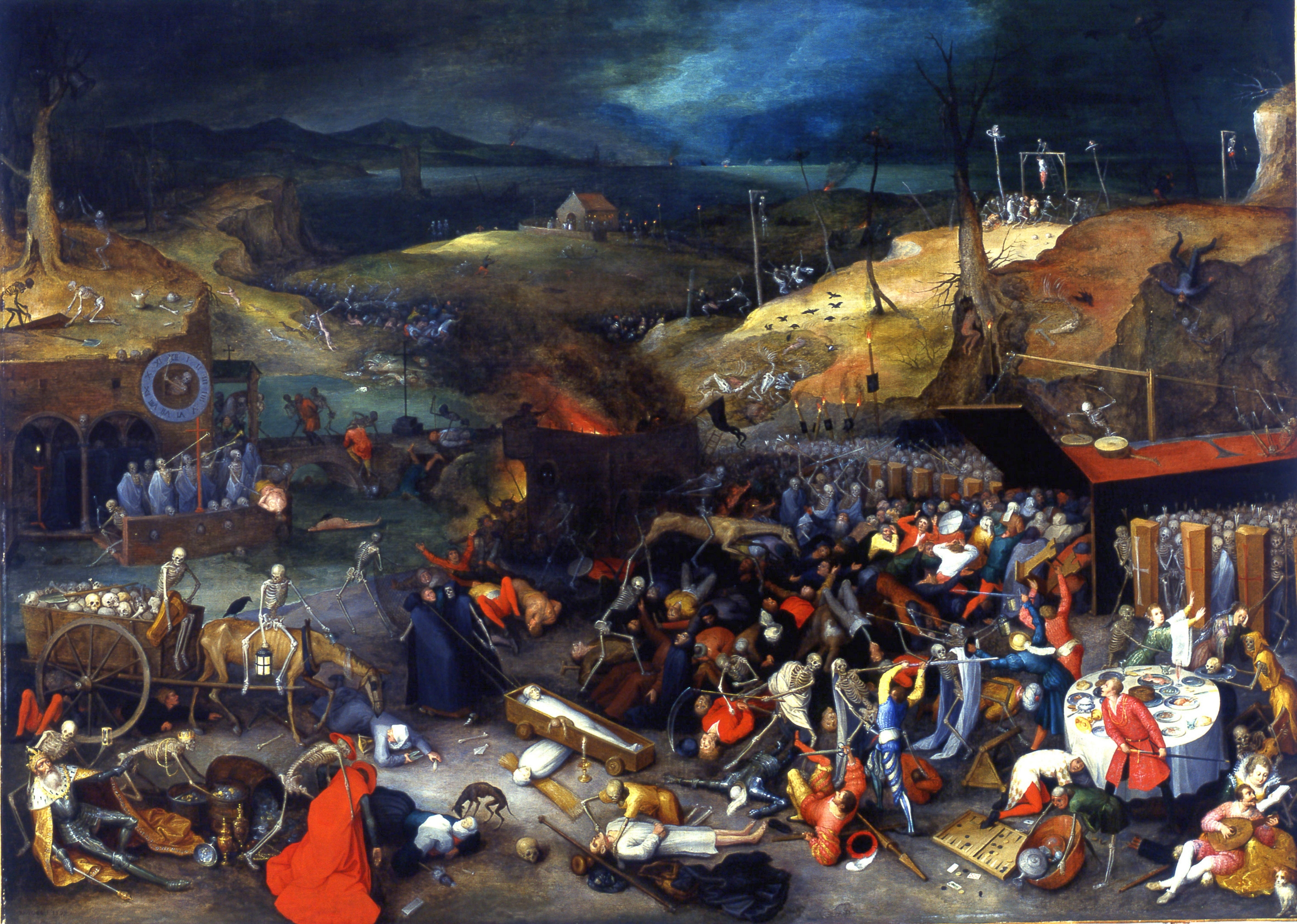
Le Triomphe de la mort, huile de Jan Brueghel.
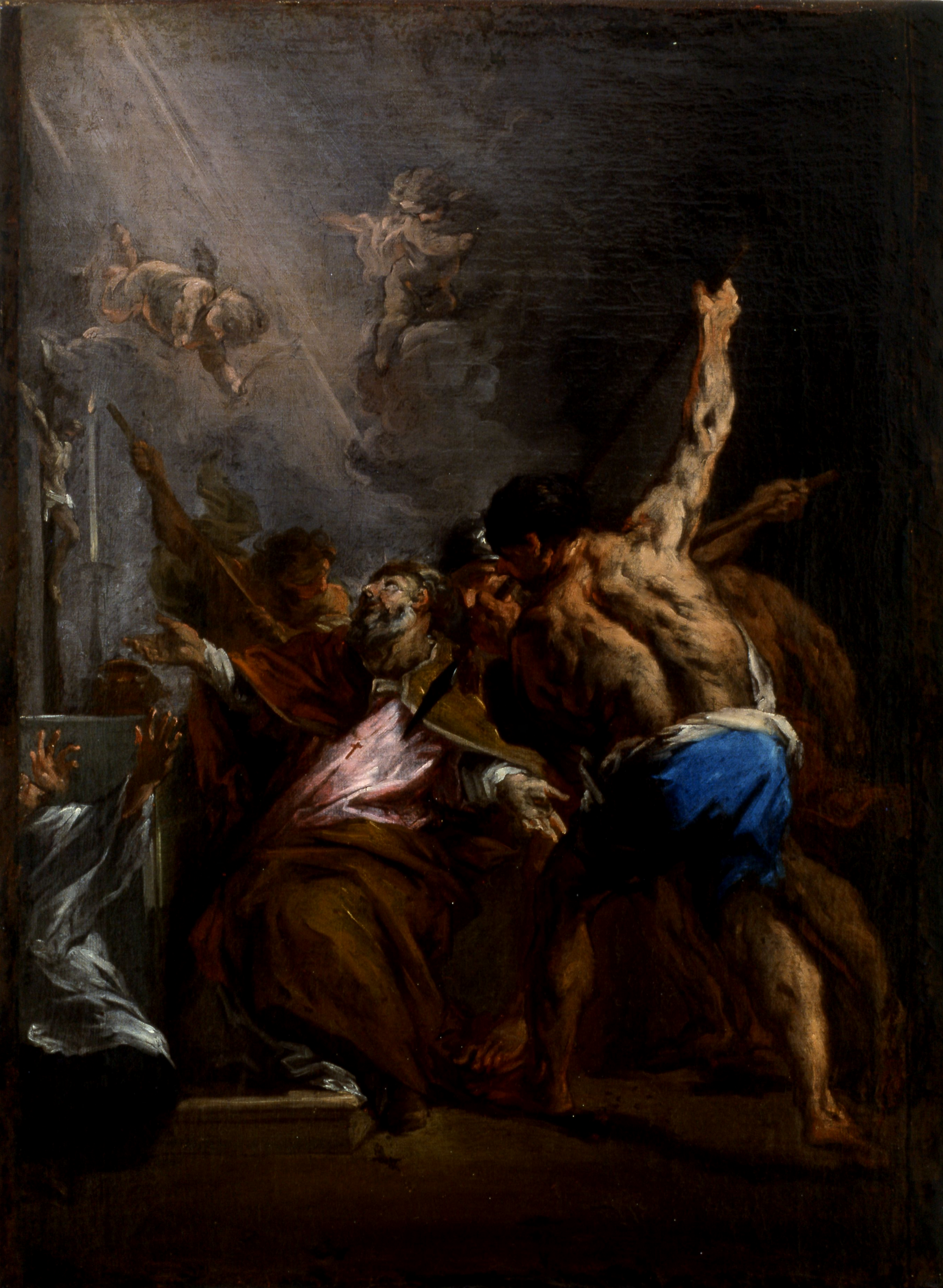
Le Martyre de saint Adalbert.

## Données économiques

### Emplois
Le musée universel de Joanneum emploie aux alentours de 450 personnes, tous postes confondus. Le directeur de l'ensemble du musée en est le Docteur Wolfgang Muchitsch.